# Тијановци
Тијановци (буг. Тияновци) је село на северозападу Бугарске у општини Брегово у Видинској области. Према подацима пописа из 2021. године село је имало 69 становника.

## Демографија
Према подацима пописа из 2021. године село је имало 69 становника док је према попису из 2011. било 124 становника. Већину становништва чине Бугари.
| Етнички састав према попису из 2011.‍ | Етнички састав према попису из 2011.‍ | Етнички састав према попису из 2011.‍ | Етнички састав према попису из 2011.‍ | Етнички састав према попису из 2011.‍ |
| ------------------------------------ | ------------------------------------ | ------------------------------------ | ------------------------------------ | ------------------------------------ |
|                                      |                                      |                                      |                                      |                                      |
| Бугари                               | Бугари                               |                                      | 108                                  | 87,10%                               |
| Остали                               | Остали                               |                                      | 1                                    | 0,81%                                |
| Нису одговорили                      | Нису одговорили                      |                                      | 15                                   | 12,10%                               |